# Хесин, Ефим Самуилович
Ефим Самуилович Хесин (22 апреля 1931 — 8 января 2021) — советский и российский экономист, автор более 250 научных трудов по мировой экономике, международным валютно-кредитным отношениям и экономике Великобритании. Главный научный сотрудник ИМЭМО РАН (с 1997 года), профессор Национального исследовательского университета «Высшая школа экономики» и Финансового университета при Правительстве Российской Федерации.

## Биография
Ефим Самуилович Хесин родился 22 апреля 1931 года в Москве.
В 1956 году с отличием окончил факультет международных отношений Московского государственного института международных отношений МИД СССР и начал работу в Институте мировой экономики и международных отношений (ИМЭМО) АН СССР. В 1962 году получил степень кандидата экономических наук, а в 1979 г. стал доктором экономических наук, защитив диссертацию по теме «Англия в мировой экономике».
В 1975 году стал заведующим сектором Великобритании и стран Северной Европы ИМЭМО АН СССР, в 1992—1997 гг. возглавлял Центр исследования европейской интеграции и главных стран Западной Европы ИМЭМО РАН, позднее преобразованный в Центр европейских исследований ИМЭМО РАН, а с 1997 года является главным научным сотрудником этого центра.
C 1973 году Ефим Хесин параллельно с работой в ИМЭМО читал лекции в различных вузах Москвы. В 1981 году он получил учёное звание профессора. В последние годы по совместительству являлся профессором кафедры мировой экономики Национального исследовательского университета «Высшая школа экономики» и кафедры мировых финансов Финансового университета при Правительстве Российской Федерации. Под его руководством в ИМЭМО и ряде вузов было защищено свыше 30 кандидатских диссертаций.
Ефим Хесин являлся членом Ученого совета ИМЭМО, членом диссертационных советов при ИМЭМО и Институте Европы РАН, членом правления Ассоциации европейских исследований, членом редколлегии журнала «Современная Европа», ежегодников «Год планеты» и «Мировое развитие», а также фундаментальной коллективной монографии ИМЭМО «Стратегический глобальный прогноз 2030».

## Основные публикации
- Хесин Е. С. Страховые монополии и их роль в экономике и политике Англии. — М.: Изд-во АН СССР, 1963.
- Хесин Е. С. Англия в экономике современного капитализма. — М.: Наука, 1979.
- Великобритания / Отв. ред. С. П. Мадзоевский, Е. С. Хесин. — М.: Мысль, 1981.
- Власть крупного капитала / Отв. ред. Е. С. Хесин, В. Н. Шенаев, Ю. И. Юданов. — М.: Мысль, 1987.
- Перспективы социально-экономического развития западноевропейских стран (Прогноз на 2000—2015 годы) / Науч. рук. В. П. Гутник, Е. С. Хесин. — М.: ИМЭМО РАН, 1999.
- Расширение ЕС на восток: предпосылки, проблемы, последствия / Отв. ред. Н. К. Арбатова, В. П. Гутник, Е. С. Хесин, Ю. И. Юданов. — М.: Наука, 2003.
- Европейские прямые инвестиции в России / Рук. авт. коллектива — Е. С. Хесин, Ю. И. Юданов. — М.: ИМЭМО РАН, 2006.
- Хесин Е. С. Всемирное хозяйство: тенденции развития и их влияние на международные валютно-кредитные и финансовые отношения // Международные валютно-кредитные и финансовые отношения / Отв. ред. Л. Н. Красавина. — М.: Финансы и статистика, несколько изданий в 2000-е годы.
- Хесин Е. С. Мировая экономика как сфера международного бизнеса (Глава 1) // Мировая экономика и международный бизнес: учебник / Под ред. В. В. Полякова и Р. К. Щенина. — М.: КНОРУС, шесть изданий начиная с 2005.
- Хесин Е. С. Мировая экономика: вступая в третье тысячелетие // Международная экономика. 2005. № 3.
- Гутник В. П., Хесин Е. С. Европейские исследования: сохранение традиций и новаторские подходы // МЭ и МО. 2006. № 4.
- Хесин Е. С. Конец эпохи Т. Блэра // Год планеты. Выпуск 2007 года.
- Хесин Е. С. Эволюция британской экономики: глобальные, интеграционные и национальные факторы развития // Национальная экономика в условиях глобализации / Отв. ред. И. П. Фаминский. — М.: Магистр, 2007.
- Хесин Е. С. Великобритания: нарастание экономических трудностей // Год планеты. Выпуск 2008 года.
- Хесин Е. С. Великобритания: особые традиции национальной региональной политики // Региональная политика стран ЕС / Отв. ред. А. В. Кузнецов. — М.: ИМЭМО РАН, 2009.
- Хесин Е. С. Великобритания от подъёма к кризису // МЭ и МО. 2009. № 12.
- Хесин Е. С. Анатомия мирового кризиса // Международные процессы. 2009. № 2.
- Хесин Е. С. Великобритания перед всеобщими выборами // Доклады Института Европы № 250. — М.: Русский сувенир, 2010.
- Хесин Е. С. Меняющийся глобальные экономический ландшафт // География мирового развития. Выпуск 2 / Отв. ред. Л. М. Синцеров. — М.: Изд. КМК, 2010.
- Хесин Е. С. Великобритания: «чрезвычайный бюджет» // Год планеты. Выпуск 2010 года.
- Хесин Е. С. Великобритания: коалиционное правительство — первые итоги пребывания у власти // Год планеты. Выпуск 2011 года.

## Ссылка
- Страница на сайте НИУ — ВШЭ